# Тришович, Александр
Алекса́ндр Три́шович (серб. Александар Тришовић / Aleksandar Trišović; 25 ноября 1983, Кралево, СФРЮ) — сербский футболист, полузащитник.

## Биография
Начал заниматься футболом в клубе «Слога» из родного города Кралево, позже играл за «Мачву». В 2001 году попал в белградский ОФК. Вместе с командой играл в Кубке Интертото. В начале 2004 года перешёл в луцкую «Волынь», где тренером был Виталий Кварцяный. В чемпионате Украины дебютировал 27 марта 2004 года в выездном матче против львовских «Карпат» (0:1). С 2005 года по 2006 год защищал цвета криворожского «Кривбасса».
После играл на родине за «Црвену Звезду». В декабре 2007 года подписал контракт на три с половиной года с харьковским «Металлистом». Вместе с командой выступал в Кубке УЕФА. Зимой 2009 года был отдан в полугодичную аренду одесскому «Черноморцу». Летом 2009 года был отдан в аренду в ужгородское «Закарпатье».
В национальной сборной Сербии дебютировал 16 августа 2006 года в товарищеском матче против Чехии (1:3), Тришович вышел в начале второго тайма, на 72 минуте он забил гол в ворота Яромира Блажека. Всего за сборную Сербии провёл 5 матчей и забил 1 гол
Женат. Его отец выступал за команду «Кралево».

## Достижения
- Чемпион Сербии (1): 2006/07
- Серебряный призёр чемпионата Сербии (1): 2007/08
- Обладатель Кубка Сербии (1): 2006/07
- Бронзовый призёр чемпионата Украины (2): 2007/08, 2008/09
- Полуфиналист Кубка Украины (1): 2008/09